# NGC 6094
NGC 6094 este o galaxie lenticulară situată în constelația Ursa Mică. A fost descoperită în 16 martie 1785 de către William Herschel.